# Nahant

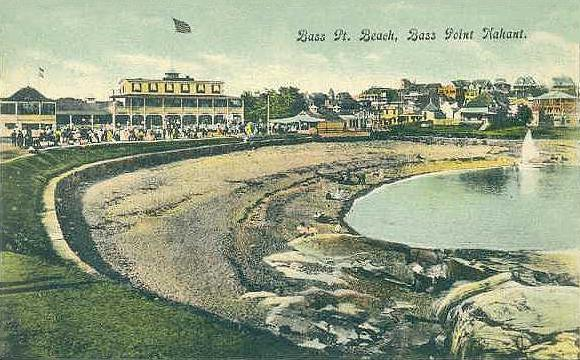
Strand i Nahant, omkring 1910

Nahant är en kommun (town) i Essex County i delstaten  Massachusetts, USA med cirka 3 632 invånare (2000).